# Шипулинский сельский округ
Шипулинский сельский округ — упразднённая административно-территориальная единица, существовавшая на территории Клинского района Московской области в 1995—2006 годах.
Шипулинский сельсовет был образован в первые годы советской власти. По данным 1924 года он входил в состав Владыкинской волости Клинского уезда Московской губернии.
В 1926 году Шипулинский с/с включал деревню Шипулино, Николо-Железов погост, 2 хутора и школу.
В 1929 году Шипулинский с/с был отнесён к Клинскому району Московского округа Московской области.
4 августа 1934 года Шипулинский с/с был упразднён, а его территория передана в Третьяковский с/с.
1 марта 1995 года в составе Клинского района путём преобразования Масюгинского сельского округа был образован Шипулинский сельский округ.
31 января 1996 года из Шипулинского с/о в черту города Высоковска был передан посёлок центральной усадьбы ТОО «Высоковское».
В ходе муниципальной реформы 2004—2005 годов Шипулинский сельский округ прекратил своё существование как муниципальная единица. При этом его населённые пункты были переданы частью в городское поселение Высоковск, а частью в сельское поселение Воздвиженское.
29 ноября 2006 года Шипулинский сельский округ исключён из учётных данных административно-территориальных и территориальных единиц Московской области.